# Johann Rosenmüller
Johann Rosenmüller (nebo také Giovanni Rosenmiller; 1619, Olešnice nad Halštrovem (Ölsnitz) – 10. září nebo 12. září 1684, Wolfenbüttel) byl německý barokní hudební skladatel.
Roku 1640 absolvoval Lipskou univerzitu. Roku 1651 se stal varhaníkem kostela sv. Mikuláše v Lipsku. Roku 1655 byl zatčen na základě obvinění, že sexuálně zneužíval studenty lipské Tomášské školy. Uprchl z vězení i z Německa a usadil se v Benátkách, kde od roku 1658 působil u sv. Marka. Ke konci života se roku 1682 vrátil do vlasti s vévodou Antonínem Ulrichem z Braunschweigu-Wolfenbüttelu, na jehož dvoře působil až do smrti.